# Inhibitor preuzimanja norepinefrin-dopamina
Inhibitor preuzimanja norepinefrin-dopamina (NDRI) je lek koji se koristi za tretman kliničke depresije, poremećaja pažnje i hiperaktivnosti (ADHD), narkolepsije, i lečenje Parkinsonove bolesti. Lek deluje kao inhibitor ponovnog preuzimanja neurotransmitera norepinefrina i dopamina blokiranjem delovanja transportera norepinefrina (NET) i transportera dopamina (DAT), respektivno. Ovo zauzvrat dovodi do povećanja ekstracelularnih koncentracija i norepinefrina i dopamina i, prema tome, povećanja adrenergičke i dopaminergičke neurotransmisije.
Blisko srodna vrsta leka je agens koji oslobađa norepinefrin-dopamin (NDRA).

## NDRI lista
Postoje mnogi NDRI, uključujući sledeće:
- Amineptin (survektor, maneon, direktim)
- Bupropion (velbutrin, ziban)[2]
- Desoksipipradrol (2-DPMP)
- Deksmetilfenidat (fokalin)
- Difemetoreks (kleofil)
- Difenilprolinol (D2PM)
- Etilfenidat
- Fenkamfamin (glukoenergan, reaktivan)
- Fenkamin (altimina, sikoklor)
- Lefetamin (santenol)
- Metilendioksipirovaleron (MDPV)
- Metilfenidat (ritalin, koncerta, metadat, metilin)
- Nomifensin (merital)
- O-2172
- Fenilpiracetam (fenotropil, karfedon)
- Pipradrol (meretran)
- Prolintan (promotil, katovit)
- Pirovaleron (centroton, timergik)
- Solriamfetol (sunosi)
- Tametralin (CP-24,411)
- WY-46824

Amfetamin i mnogi njegovi neposredni derivati (tj. supstituisani amfetamini) su takođe nekonkurentni i kompetitivni inhibitori proteina transportera dopamina (DAT), transportera norepinefrina (NET) i transportera serotonina (SERT). Sam amfetamin ima relativno nizak afinitet za SERT u odnosu na DAT i NET. Shodno tome, amfetamin se obično klasifikuje kao NDRI umesto kao SNDRI. Međutim, supstituisani amfetamini imaju veoma raznolik profil efekata, a mnogi od njih imaju značajne inhibirajuće efekte na SERT.
Amfetamin i mnogi drugi supstituisani amfetamini su inhibitori VMAT2 i snažni agonisti receptora 1 povezanog sa aminom u tragovima (TAAR1); agonizam TAAR1 pokreće događaje fosforilacije koji rezultiraju nekonkurentnom inhibicijom ponovnog uzimanja i obrnutim smerom transporta proteina transportera monoamina. Kao rezultat toga, monoamini izlaze iz ćelije u sinaptički rascep. Dakle, amfetamin i njegovi derivati imaju farmakološki profil koji se mnogo razlikuje od klasičnih NDRI, ali je analogan aminima u tragovima. Amfetamin takođe inhibira monoamin oksidaze u veoma visokim dozama, što dovodi do manjeg metabolizma monoamina i amina u tragovima i posledično većih koncentracija sinaptičkih monoamina.

## Jedinjenja u istraživanjima
| Jedinjenje                                                | 5-HT-preuzimanje IC50(μM) | DA-preuzimanje IC50(μM) | NA-preuzimanje IC50(μM) |
| --------------------------------------------------------- | ------------------------- | ----------------------- | ----------------------- |
| Piperidin-4-karboksilni (3,4-dihloro-fenil)-etil-amid     | 0,37                      | 0,021                   | 0,0097                  |
| Piperidin-4-karboksilni (3-bromo-4-hloro-fenil)-etil-amid | 0,14                      | 0,0078                  | 0,005                   |
| Piperidin-4-karboksilni (3-4-dibromo-fenil)-etil-amid     | 0,12                      | 0,0040                  | 0,0031                  |

| Jedinjenje                                                        | 5-HT-preuzimanje IC50(μM) | DA-preuzimanje IC50(μM) | NA-preuzimanje IC50(μM) |
| ----------------------------------------------------------------- | ------------------------- | ----------------------- | ----------------------- |
| N-(3,4-Dihloro-fenil)-N-etil-4-piperidin-4-il-butiramid           | 0,57                      | 0,012                   | 0,030                   |
| N-(3,4-Dihloro-fenil)-N-etil-4-(1-metil-piperidin-4-il)-butiramid | 0,80                      | 0,0069                  | 0,012                   |